# Gelsomino Girotti
Pour les articles homonymes, voir Girotti.
Gelsomino Girotti, né le 7 octobre 1914, à Bologne, en Italie, est un joueur italien de basket-ball.

## Palmarès
- Champion d'Italie 1946, 1947, 1948